# Boomerang (телеканал)
Boomerang — один з телеканалів мережі Cartoon Network. З'явився як самостійний кабельний/супутниковий телеканал 1 квітня 2000 року. Головний офіс у Атланті й вторинний - у Лос-Анжелесі. «Boomerang» спеціалізується на класичних мультфільмах, в основному від Warner Brothers, MGM і Hanna-Barbera.
Існують американська, британська, австралійська, німецька, іспанська, французька, бразильська, чеська і польська версії телеканалу. Також доступний в деяких країнах Східної Європи.